# NGC 2997
NGC 2997 este o unbarred spiral galaxy⁠(d) situată în constelația Mașina Pneumatică. A fost descoperită în 4 martie 1793 de către William Herschel. Se află la o distanță de 7 megaparseci de Pământ.